# Dolopus rubrithorax
Dolopus rubrithorax är en tvåvingeart som först beskrevs av Macquart 1838.  Dolopus rubrithorax ingår i släktet Dolopus och familjen rovflugor. Inga underarter finns listade i Catalogue of Life.